# Sam van Deventer
Salomon (Sam) van Deventer (Zwolle, 29 november 1888 - De Steeg, 3 maart 1972) was een Nederlands industrieel en tijdens de Tweede Wereldoorlog directeur van de Stichting Het Nationale Park De Hoge Veluwe.

## Müller & Co
Van Deventer volgde de Middelbare School voor Handel en Administratie in Den Haag en trad vervolgens in 1908 als jongste bediende in dienst bij de Batavierlijn; een onderdeel van Müller & Co. Hij was kind aan huis bij directeur Anton Kröller en diens vrouw Helene Kröller-Müller. Hij deelde haar liefde voor moderne kunst en ontmoette bij haar thuis onder anderen Henk Bremmer en Sebald Rudolf Steinmetz. Van Deventer adoreerde Bremmer en nam zijn adviezen zonder meer aan.
Hij werd samen met een zoon van Anton en Helene, Willem Kröller, vanaf 1909 vertegenwoordiger van Müller & Co in de Duitse stad Bremen. Er ontstond een levendige, 30 jaar lange, briefwisseling tussen Sam en Helene. Zij schreven elkaar meerdere malen per week. Van Deventer werd Helenes persoonlijke adviseur, onder andere op het gebied van kunstaankopen. Helene zag in Sam haar ideale (pleeg)zoon. Na de Eerste Wereldoorlog werd Van Deventer directeur van een van de onderdelen van Müller & Co en in deze functie was hij onder andere belast met land- en kunstaankopen voor de Hoge Veluwe. Het geld voor deze privé-aankopen kwam uit de firma. Sinds 1917 was Müller & Co echter geen familiebedrijf meer. In 1932 kwam dit aan het licht en de aandeelhouders gaven opdracht de Hoge Veluwe te laten taxeren en te verkopen aan een nieuw opgerichte stichting Het Nationale Park De Hoge Veluwe. In 1937 werd Van Deventer wegens deze affaire ontslagen.

## Vermeende relatie

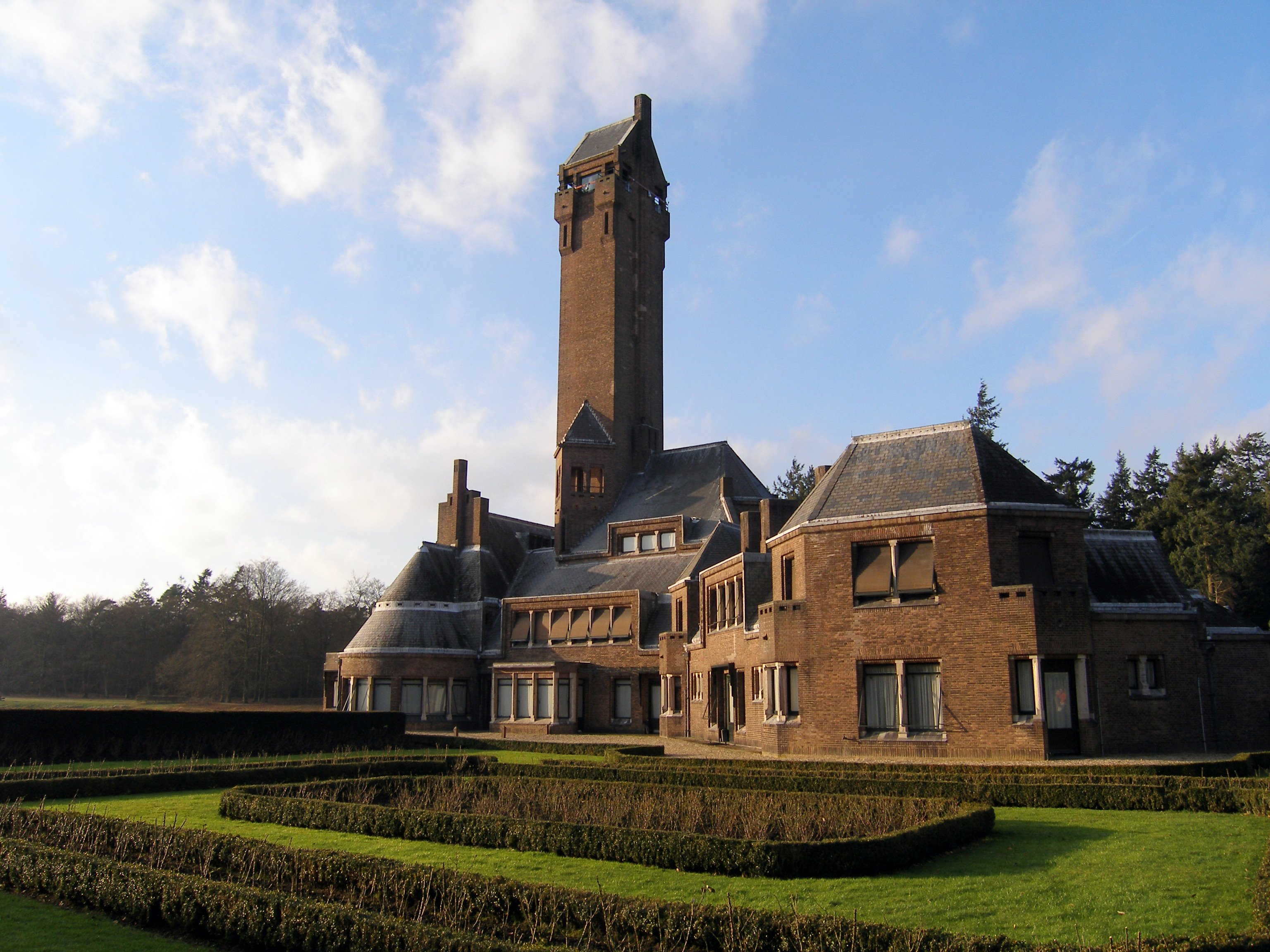
Van Deventer was tussen 1942 en 1945 de vaste bewoner van het Jachthuis Sint-Hubertus

Er wordt weleens gesuggereerd dat Van Deventer en Helene Müller een verhouding hadden. Van Deventer had namelijk op de eerste etage in het Jachthuis Sint-Hubertus op de Hoge Veluwe zijn eigen appartement, met een slaap/zitkamer, een kledingkast en eigen badkamer. Hij was, buiten de architect Henry Van de Velde, die tijdens de bouw van het Kröller-Müller Museum ook tijdelijk in het jachthuis woonde, de enige die vanaf de bouw zijn eigen vertrekken had in het jachthuis. Opmerkelijk is de aanwezigheid van een smal trapje tussen de bovenverdieping en de slaapkamer van Helene Müller. Het trapje maakte het Van Deventer eventueel mogelijk om snel en ongezien af te dalen naar haar slaapkamer.
Müller overleed vlak voor de Tweede Wereldoorlog in 1939 en Van Deventer trouwde in 1946 met zijn jarenlange vriendin Thea Mary Ethel Bottler. Hij was toen al 51 jaar oud. Zij kregen één zoon.

## Tweede Wereldoorlog
Gedurende de Tweede Wereldoorlog lukte het Van Deventer, die nazi-sympathieën had, door een statutenwijziging de totale macht binnen de stichting naar zich toe te trekken. Hij werd niet alleen voorzitter van het stichtingsbestuur, maar ook voorzitter en penningmeester van de Kröller-Müller Stichting en bovendien Ehrendirektor van het Rijksmuseum Kröller-Müller. Er ontstond een kunsthandel van enkele schilderijen met de bezetter en Van Deventer ontving hooggeplaatste Duitse personen, waaronder rijkscommissaris Seyss-Inquart, op het Jachthuis Sint-Hubertus.

Na de oorlog is getracht Van Deventer te berechten wegens oorlogsmisdaden. Hij werd tijdens de zuivering schuldig bevonden aan 
...collaboratie, propaganda voor de vijand als president-commissaris van de uitgeverij Oceanus, dienst aan de gezantschapsraad W. Wickel van het Auswärtiges Amt van het Kommissariat für Verwaltung und Justiz te Berlijn, het lidmaatschap van de Germaanse SS, het herhaaldelijk ondertekenen van brieven met de groet Heil Hitler, het vervreemden van drie schilderijen die rijkseigendom waren, en het wijzigen van de statuten van Het Nationale Park omwille van het leidersbeginsel.
 De zaak werd echter verdaagd en een openbare behandeling is er uiteindelijk nooit gekomen. Het museum publiceerde een commentaar op een rapport van drs. Eelke Muller over de oorlogsperiode.

## Laatste rustplaats

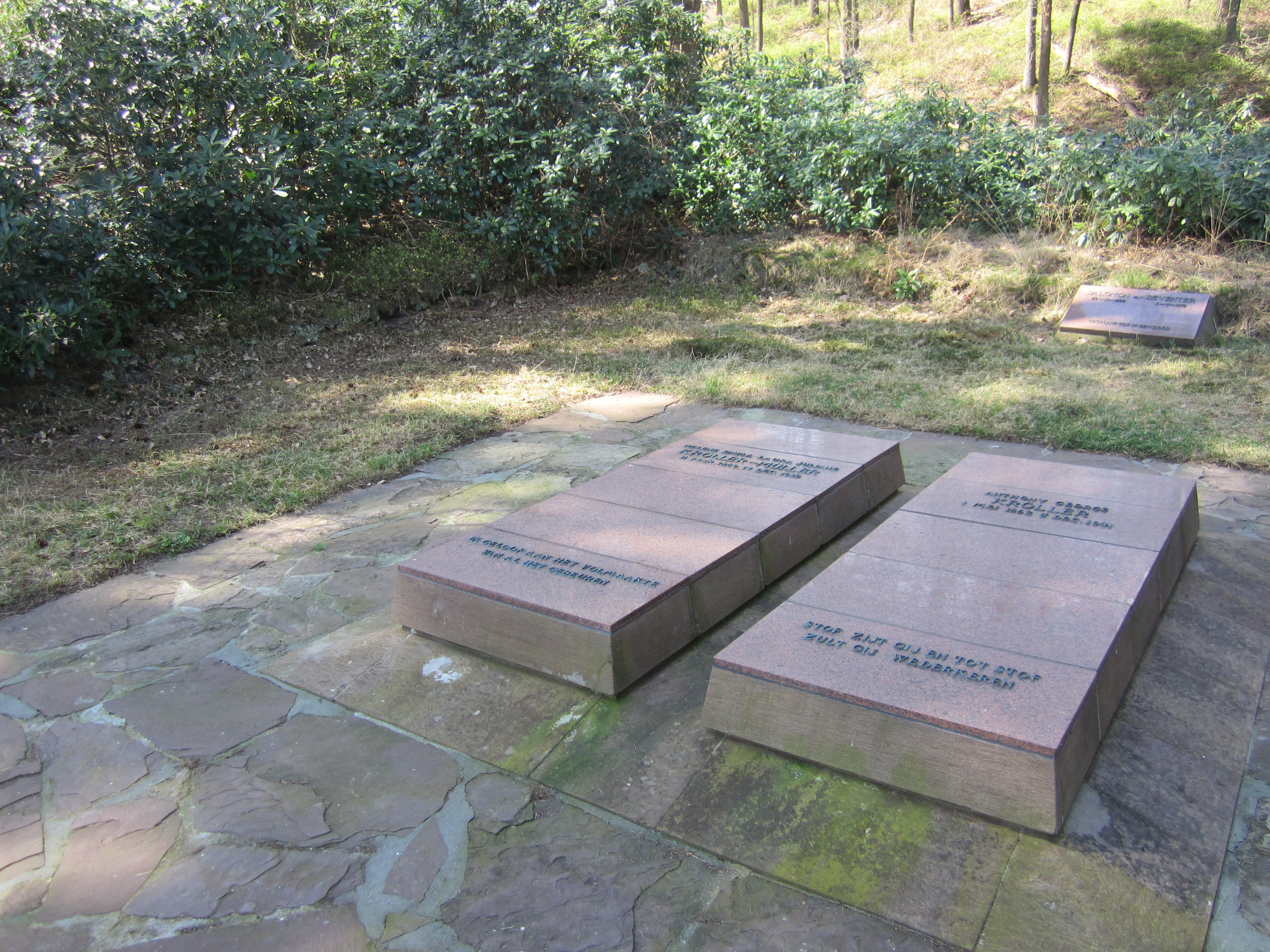
Begraafplaats op de Franse Berg. De kleine grafsteen achteraan is van Van Deventer.

Van Deventer overleed in 1972 en de urn met zijn as werd begraven op de Franse Berg op de Hoge Veluwe, waar ook het echtpaar Kröller-Müller is begraven. Het verhaal gaat dat Helene Müller wilde dat hij tussen haarzelf en haar echtgenoot zou worden begraven. Dit is echter niet gebeurd. Zijn rustplaats is apart van die van het echtpaar. Op de granieten grafsteen staat de tekst Getrouw tot in den dood. Ook de urn van zijn in 1978 overleden vrouw bevindt zich hier. Dit wordt echter niet op de steen vermeld.

## Film
- Boer, Leo de (2010; i.s.m. Eva Rovers). Helene, a woman between love and art ( https://vimeo.com/96678367 )

## Biografie
- Ariëtte Dekker, De vertrouweling: Sam van Deventer (1888-1972), het echtpaar Kröller-Müller en de Tweede wereldoorlog, Prometheus Uitgeverij, 2024, ISBN 9789044655360